# Nepenthes tentaculata
Nepenthes tentaculata Hook.f., 1873 è una pianta carnivora della famiglia Nepenthaceae, originaria di Borneo e Sulawesi, dove cresce a 400–2550 m.

## Conservazione
La Lista rossa IUCN classifica Nepenthes tentaculata come specie a rischio minimo (Least Concern).